# Rolands Kalniņš
Rolands Kalniņš (Vecslabada, municipi de Ludza, RSS de Letònia, 9 de maig de 1922 - ?, 17 de maig de 2022) va ser un director i productor de cinema letó.

## Trajectòria
Rolands Kalniņš va néixer el 9 de maig de 1922 a Vecslabada, parròquia d'Istra, al municipi de Ludza, Letònia,, en el si d'una família de treballadors. De 1937 a 1940 va estudiar a l'Institut Estatal de Riga núm. 1. Després de la Segona Guerra Mundial va començar a treballar com a cineasta al Riga Film Studio, on va passar d'ajudant de direcció a segon director de manera instantània. Les seves pel·lícules Es visu atceros, Ričard i Elpojiet dziļi van ser retirades dels cinemes perquè es van declarar indesitjables.
Va guanyar el premi al millor guió al Festival de Cinema de Chișinău de 1967 per la seva pel·lícula Es visu atceros, Ričard. El 1980, la seva pel·lícula Saruna ar karalieni va rebre el Premi del festival nacional de cinema letó Lielais Kristaps al millor documental, i el 2005 va rebre un premi a la contribució vital. El 1991, va produir la pel·lícula Cilvēka bērns. Va fer 100 anys el 9 de maig de 2022 i va morir el 17 de maig.

## Filmografia
| Llargmetratges - 1959 — Ilze - 1960 — Vētra - 1963 — Pazemē - 1966 — Akmens un šķembas - 1967 — Elpojiet dziļi - 1970 — Karalienes bruņinieks - 1972 — Ceplis - 1974 — Piejūras klimats - 1978 — Vīru spēles brīvā dabā - 1980 — Trīs dienas pārdomām - 1983 — Akmeņainais ceļš - 1985 — Spēle notiks tik un tā - 1987 — Ja mēs visu to pārcietīsim - 1989 — Tapers - 2007 — Rūgtais vīns Documentals - 1963 — Man vajadzēja būt saudzīgākam - 1980 — Saruna ar karalieni - 1999 — Mūžīgais Fausts Curtmetratges - 1963 — Tā nav slimība - 1969 — Tā dejo Latvijā | - 1955 — Salna pavasarī - 1956 — Cēloņi un sekas - 1957 — Kā gulbji balti padebeši iet - 1957 — Nauris - 1958 — Latviešu strēlnieka stāsts - 1968 — Mērnieku laiki - 1949 — Rainis - 1977 — Puika - 1999 — Mūžīgais Fausts - 2006 — Ardievu, divdesmitais gadsimt! |